# Slow Art (utställning)
Slow Art var en utställning på Nationalmuseum i Stockholm från 9 maj 2012 till 3 februari 2013 som introducerade konstriktningen slow art för en svensk publik.

## Utställningen
Utställningen Slow Art presenterade 29 föremål från de senaste tre decennierna. 26 av föremålen ingår i Nationalmuseums samlingar av konsthantverk. Kännetecknande för konstnärernas och konsthantverkarnas arbete är att deras hantverkskunnande och materialkännedom, tillsammans med den långa tidsaspekten för verkets tillblivelse, har varit avgörande faktorer i deras kreativa processer.

## Konstnärer
Bland deltagande konstnärer och konsthantverkare fanns Anna Atterling, Malou Andersson, Helen Dahlman, Renata Francescon, Helena Edman, Annika Ekdahl, Mafune Gonjo, Helena Hörstedt, Gunilla Lagerhem Ullberg, Helena Sandström, Sebastian Schildt, Janna Syvänoja, Pasi Välimaa och Kennet Williamsson.

## Media och kataloger
Utställningen har rönt positiv kritik, både i media och i publikreaktioner. I Svenska Dagbladet skrev Calle Arvidson ”Det här är en av de mest helgjutna utställningar jag har sett på mycket länge...”, Calle Arvidson, ”Spröda skapelser i skickligt urval”, . Salka Hallström Bornold menade i Expressen att utställningen var ”både poetisk och trendkänslig”. . Dagens Nyheters kulturchef Björn Wiman fann att Slow Art var en ”hänförande utställning […] som visar hur konsthantverk kan ingå i den så kallade ’slowrörelsens’ motstånd mot tidens tempo.” . Sebastian Johans menade i Upsala Nya Tidning att ”Slow art är en njutbar lektion i konsten att ta det lugnt”,. John Swedenmark skrev i Arbetet att ”Alla som har någonting de ägnar sig åt och gör det noga, med inställningen att det ska få ta den tid det tar, kommer att känna igen sig på Slow Art, inspireras.” 
Innehållet fördjupades i en katalog, utgiven på både svenska och engelska, och Nationalmuseums första app. Appen hette Slow Art och kunde hämtas genom iTunes.  Båda var fritt tillgängliga att ladda ned under utställningsperioden.

## Utställningen
Utställningskommissarie var Cilla Robach, intendent vid Nationalmuseum, för utställningsdesignen svarade Joakim Ericson, Nationalmuseum, ljussättare var Thespis Light, den grafiska designen av katalogen och utställningstexterna gjorde Banker/Wessel.